# Зелений Лог (Кетовський район)
Зеле́ний Лог (рос. Зелёный Лог) — селище у складі Кетовського району Курганської області, Росія. Входить до складу Колташевської сільської ради.
Населення — 25 осіб (2010, 41 у 2002).